# Пратолунго (Рим)
Пратолунго је насеље у Италији у округу Рим, региону Лацио.
Према процени из 2011. у насељу је живело 502 становника. Насеље се налази на надморској висини од 46 м.